# Aristóbulo Istúriz
Aristóbulo Istúriz Almeida (Curiepe, 20 de diciembre de 1946-Caracas, 27 de abril de 2021) fue un político venezolano. Su último cargo público fue de ministro de Educación (segundo periodo) al mismo tiempo que era vicepresidente sectorial para el Socialismo Social y Territorial de Venezuela. Anteriormente se desempeñó también como ministro de las Comunas y los Movimientos Sociales.
Fue diputado del Congreso de Venezuela y alcalde del municipio Libertador de Caracas entre 1993 y 1996. Exministro de Educación durante el gobierno de Hugo Chávez, desde 2001 hasta 2007. En las elecciones regionales de diciembre de 2012, resultó elegido como gobernador del estado Anzoátegui. Fue ministro de Comunas y los Movimientos Sociales del gobierno venezolano.
El 4 de agosto de 2017 fue juramentado como primer vicepresidente de la Asamblea Nacional Constituyente, separándose del cargo 16 días después para postularse como candidato para las Elecciones regionales de Venezuela de 2017, resultando derrotado, para así volver a asumir sus funciones el 27 de octubre del mismo año hasta el 4 de enero de 2018 cuando vuelve al tren ministerial como ministro para las Comunas.

## Biografía
Aristóbulo Istúriz egresó en 1965, del Instituto Experimental de Formación Docente como Maestro de Educación Primaria. En 1974 egresó del Instituto Pedagógico de Caracas UPEL, con el título de Profesor, en la especialidad de «Historia y Ciencias Sociales». Fue tesista de posgrado en Especialización sobre Planificación del Desarrollo en el Centro de Estudios del Desarrollo (CENDES), de la Universidad Central de Venezuela, lo que lo ha impulsado a desempeñarse como consultor para la generación de proyectos referidos, fundamentalmente en el área de los gobiernos locales, realizando asesorías para algunas alcaldías y gobernaciones. Su hija Rosarys Ystúriz Martínez trabaja en PDVSA desde 2005, en marzo de 2016 fue nombrada Directora de la Oficina de gestión Comunicacional según Gaceta oficial N° 40873 y en 2017 fue nombrada Gerente corporativo de Asuntos Públicos.
Perteneció al partido Acción Democrática (AD), con el cual trabajó en la organización sindical durante el mandato de Luis Herrera Campíns y a pedido del mismo fue el encargado junto con Ronald Golding, de dividir la Federación Venezolana de Maestros, debilitando el movimiento sindical magisterial en Venezuela.
En el campo de la docencia, logra una destacada actuación en la vida gremial y sindical del magisterio. Fue presidente fundador del Sindicato Unitario del Magisterio (SUMA) del Distrito Federal y miembro fundador de Fetramagisterio. Durante muchos años, fue un activo dirigente nacional de la Federación Venezolana de Maestros (FVM) y del Colegio de Profesores de Venezuela (CPV). Su activa participación en las luchas sociales y políticas lo llevó a ser designado en distintos cargos de representación popular.

## Vida política
Electo dos oportunidades como concejal del extinto Distrito Federal y luego como diputado al Congreso Nacional por el Distrito Federal. En este último, formó parte de las comisiones permanentes de Educación, Política Interior y Asuntos Sociales, dedicando su atención a los temas educativos, a la defensa de los derechos humanos y a los intereses de los trabajadores.
Después de romper relaciones con su partido, Acción Democrática en 1968, decide unirse al Movimiento Electoral del Pueblo, tiempo después se cambia al partido sindical de maestros y docentes, La Causa Radical y es postulado en 1992 como candidato a la alcaldía del municipio Libertador de Caracas por dicho partido político. En diciembre de ese año es electo alcalde de la ciudad, derrotando al aspirante a la reelección por el cargo, Claudio Fermín. Una vez culminado su mandato en 1996, optó por la reelección pero fue vencido por el candidato de Acción Democrática, Antonio Ledezma.
Después de finalizar su período como alcalde de Caracas, fue conductor del programa de televisión de análisis político Blanco y Negro, que condujo al lado de Carlos Blanco, y con quien mantuvo, en la página web del canal de noticias Globovisión, un espacio de confrontación política denominado “Blanco y negro en la red”.
En 1997 funda junto a otros dirigentes disidentes de La Causa Radical el partido Patria Para Todos, de tendencia centro-izquierda. Durante la elección presidencial de 1998 deciden apoyar la candidatura de Hugo Chávez, quién sería electo ese mismo año Presidente de la República.
Istúriz fue elegido en 1999 como representante nacional a la convocada nueva Asamblea Nacional Constituyente, donde también ocupó la segunda Vicepresidencia e igualmente ejerció la Vicepresidencia para América Latina y el Caribe del Centro Iberoamericano de Desarrollo Estratégico Urbano (CIDEU). Dada su experiencia como alcalde, Istúriz profundizó en los temas referidos a la materia municipal y al desarrollo local, por lo cual realizó numerosos cursos sobre planificación estratégica, control de gestión de Alcaldías y Gobernaciones, evaluación de proyectos sociales, entre otros.
En 2001 fue candidato del gobierno nacional a la Confederación de trabajadores de Venezuela (CTV), siendo vencido por un 64,06 % de los votos a favor de Carlos Ortega Carvajal, de Acción Democrática. Una de sus actividades públicas más destacadas, fue Ministro de Educación en el gobierno de Hugo Chávez entre 2001 y 2007, coordinador del Gabinete Social y Presidente de la Comisión Presidencial de la Misión Robinson, un programa social de alfabetización masiva que prometió declarar a ese país como "territorio libre de analfabetismo" valiéndose de métodos utilizados en programas similares en Cuba. También fue presidente de la Reunión Anual de Ministros de Educación del Convenio Andrés Bello (Remecab).
En 2007 se desincorpora de su partido, Patria Para Todos, para al nuevo Partido Socialista Unido de Venezuela. Hasta 2008 condujo el programa Dando y Dando en Venezolana de Televisión, pero ese año se presenta como candidato a la Alcaldía Metropolitana de Caracas para las elecciones del 23 de noviembre de 2008 por el PSUV, pero es vencido por el candidato opositor Antonio Ledezma. Fue miembro de la Dirección Nacional y Vicepresidente del PSUV en la región Capital y el estado Vargas.

Es elegido el 26 de septiembre de 2010 como diputado por el circuito 1 del Distrito Capital en las elecciones parlamentarias llevadas a cabo ese día, junto con Freddy Bernal. El 12 de octubre de 2012 Aristóbulo Istúriz inscribe su candidatura a la Gobernación de Anzoátegui. En ese sentido, manifestó que:
“Los bolivarianos y patriotas que votaron por Hugo Chávez tienen la obligación moral y política de respaldar al candidato de Chávez en el estado Anzoátegui”.
Para el 6 de enero de 2016, el presidente Nicolás Maduro lo designa como el nuevo vicepresidente de Venezuela, sustituyendo a Jorge Arreaza. El presidente de Venezuela, Nicolás Maduro, anuncia cambiar a Istúriz de la vicepresidencia al Ministerio de las Comunas y los Movimientos Sociales el 4 de enero de 2017.
El 30 de julio de 2017 resulta elegido constituyente a la Asamblea Nacional Constituyente. Posteriormente regresa al Ministerio de Comunas y luego al Ministerio de Educación.
En 2020, debido a la cuarentena por el COVID-19 en Venezuela, crea el programa de televisión y radio Cada familia una escuela, para llevar la prosecución educativa al subsistema de educación básica de dicho país.

## Fallecimiento
La vicepresidenta ejecutiva, Delcy Rodríguez emitió un comunicado en el que informó que Istúriz falleció la noche del martes 27 de abril del 2021 a los 74 años de edad. Érika Orteja Sanoja, indicó que su fallecimiento habría sido debido a complicaciones derivadas de una «cirugía al corazón». Por su parte, Nicmer Evans comentó que en la tarde del mismo día de su fallecimiento, Isturiz ingresó a la sala de quirófano en una clínica en la Capital, para ser sometido a una operación a corazón abierto. El Partido Socialista Unido de Venezuela (PSUV), partido en que militaba emitió un pronunciamiento público de pesar, al igual que Fidel Ernesto Vásquez, su asistente personal que durante 27 años lo acompañó en sus múltiples actividades.

## Condecoraciones y legado
- Orden Espada del Libertador (2021).[18]
- Fundación Aristóbulo Istúriz.

## Controversias

### Corrupción
Istúriz, quien ocupó diversos cargos importantes, incluyendo ministro de Educación y vicepresidente de la República, fue vinculado a irregularidades financieras. En 2017, la Asamblea Nacional, dominada por la oposición, emitió un voto de censura contra el mayor general Luis Motta Domínguez, entonces ministro de Energía Eléctrica, y señaló a Istúriz, quien también fue jefe del Estado Mayor Eléctrico, por su responsabilidad política en la malversación de 25 mil millones de dólares en el sector eléctrico. Otros altos funcionarios, como Rafael Ramírez y Jesse Chacón, también fueron implicados en casos de corrupción por la Asamblea Nacional, que identificó desfalcos por miles de millones de dólares en diversas áreas, incluyendo la estatal petrolera PDVSA y el sector eléctrico.

### Sanciones
Canadá sancionó a 40 funcionarios venezolanos, incluyendo a Istúriz, en septiembre de 2017. Las sanciones fueron por comportamientos que socavaron la democracia después de que al menos 125 personas fueran asesinadas en las protestas venezolanas de 2017 y «en respuesta al descenso cada vez más profundo del gobierno de Venezuela a la dictadura»; Chrystia Freeland, ministra de Relaciones Exteriores, dijo: «Canadá no se quedará en silencio mientras el gobierno de Venezuela le roba a su pueblo sus derechos democráticos fundamentales».
Las regulaciones canadienses de la Ley de Medidas Económicas Especiales prohibían a cualquier «persona en Canadá y cualquier canadiense fuera de Canadá: negociar con propiedades, dondequiera que estén situadas, que sean propiedad, estén en posesión o estén controladas por personas incluidas en la lista o una persona que actúe en nombre de una persona incluida en la lista; realizar o facilitar cualquier transacción relacionada con una negociación prohibida por este Reglamento; proporcionar cualquier servicio financiero o relacionado con respecto a una transacción prohibida por este Reglamento; poner a disposición cualquier bien, donde sea que se encuentre, a una persona incluida en la lista o una persona que actúe en nombre de una persona incluida en la lista y la prestación de servicios financieros o de otro tipo a una persona incluida en la lista o en beneficio de ella».

### Caso Panama Papers
En febrero de 2016, el periodista Casto Ocando informó a través de su cuenta de Twitter que Leopoldo Castillo Bozo, un banquero venezolano y socio cercano de Aristóbulo Istúriz cuando era vicepresidente, estaba siendo señalado en Estados Unidos por actividades delictivas. Castillo Bozo, quien residía en Estados Unidos y era propietario del banco Banvalor, se encontraba prófugo de la justicia venezolana con una orden de captura emitida por Interpol. Se le acusaba de haber cometido fraude financiero para obtener ilícitamente bonos del Banco Central de Venezuela, siendo imputado por el delito de simulación de operaciones bursátiles. Aristóbulo ha sido implicado en una trama de corrupción revelada por los Papeles de Panamá, que involucra a los hermanos Castillo Bozo y su banco BanValor. Durante su gestión en el Ministerio de Educación, Istúriz contrató a Seguros BanValor, aumentando su solvencia en un 1.300% en dos años. Los hermanos Castillo Bozo utilizaron Seguros BanValor y otras entidades financieras para realizar operaciones ilegales, incluyendo la simulación de operaciones bursátiles y la obtención fraudulenta de divisas. La intervención de Seguros BanValor en 2010 descubrió insuficiencias financieras y la transferencia de fondos a paraísos fiscales.Los hermanos Castillo Bozo fueron acusados en 2009 por la Fiscalía venezolana de usurpación de identidad para la compra de bonos de deuda pública, mediante la simulación de operaciones bursátiles y la adquisición fraudulenta de divisas. Durante la gestión de Istúriz en el Ministerio de Educación, Seguros Banvalor, una entidad del grupo, obtuvo contratos lucrativos que aumentaron su solvencia en un 1.300% en dos años. La intervención de Seguros Banvalor en 2010 desveló insuficiencias financieras y la transferencia de fondos a paraísos fiscales. Los Papeles de Panamá, revelados el 6 de abril de 2016, mostraron que los hermanos tenían empresas offshore en las Islas Vírgenes, Estados Unidos, Aruba, República Dominicana y Panamá.